# 芒特莫里斯 (紐約州村)
芒特莫里斯（英語：Mount Morris）是位於美國紐約州利文斯頓縣的村。

## 人口
根據2020年美國人口普查的數據，芒特莫里斯的面積為5.30平方千米，皆為陸地。當地共有人口2898人，而人口密度為每平方千米547人。